# Тхагазитов, Зубер Мухамедович
Зубер Мухамедович Тхагазитов (23 сентября 1934, Терек, Северо-Кавказский край — февраль 2021) — кабардинский поэт. Народный поэт Кабардино-Балкарии.
Зубер Тхагазитов родился в семье колхозника в посёлке Терек (ныне Кабардино-Балкария) 23 сентября 1934 года. В 1960 году окончил историко-филологический факультет Нальчикского университета.
Первые произведения Тхагазитова были опубликованы в 1956 году, а отдельным изданием первый сборник его поэзии («Бгым сыдокI» — Взбираюсь на гору) вышел в 1960 году. Также его перу принадлежит поэма «Серго и тыгъэ» (Дар Серго) о Гражданской войне и сборники «Надежда», «Иду к тебе», «Рождение песни». Тхагазитов перевёл на кабардинский язык ряд произведений С. А. Есенина, Р. Гамзатова и «Витязя в тигровой шкуре» Ш. Руставели. Стихотворение Янки Купалы «А кто там идёт?»